# Народний архітектор Української РСР
Наро́дний архіте́ктор Украї́нської РСР — державна нагорода Української РСР — почесне звання в Українській РСР, що вручалась у 1981—1991 роках.

## Загальні відомості
Почесне звання «Народний архітектор Української РСР» встановлене Указом Президії Верховної Ради УРСР № 1462-X від 23 січня 1981 року.
Присвоєння почесного звання «Народний архітектор Української РСР» відбувалося Указом Президії Верховної Ради Української РСР, який публікувався для загального відома у «Відомостях Верховної Ради Української РСР», республіканській і місцевій пресі.
Почесне звання «Народний архітектор Української РСР» присвоювалося архітекторам і реставраторам пам'яток архітектури, яким присвоєно почесне звання «Заслуженого архітектора Української РСР». Почесне звання «Народний архітектор Української РСР» присвоювалося, як правило, не раніш як через п'ять років після присвоєння почесного звання «Заслужений архітектор Української РСР». Особи, яких представляли до присвоєння почесного звання «Народний архітектор Української РСР», повинні були мати вищу спеціальну освіту.
Удостоєним почесного звання «Народний архітектор Української РСР» вручалися посвідчення до почесного звання, грамота, а також нагрудний знак.
Зі здобуттям Україною незалежності, почесне звання «Народний архітектор Української РСР» було замінене на почесне звання «Народний архітектор України».